# Ra-Harakhte
Ra-Harakhte je egipatski bog. To je udruženje Horusa i Ra.
Ra-Harakhte ("Horus obzora") je nastao spajanjem dvaju Sunčevih bogova. To su Ra i Horus. Drugi Raov spoj je Amon-Ra. Ra ima glavu orla, a Horus sokola. Obojica su kraljevi, slično odjeveni, drže u ruci žezlo. Te sličnosti su dovele do toga da se Ra počinje promatrati kao bog s glavom sokola, dakle, s Horusovom glavom. Horusova dvostruka kruna nije preuzeta, a Sunčev disk je ostao iznad glave. Poslije će se na crtežima u grobnicama većinom pojavljivati Ra-Harakhte. Osim povezanosti dvaju bogova zbog ptičjih glava koje su slične, Horusovo desno oko značilo je Sunce.

## Vanjske poveznice
|  | Zajednički poslužitelj ima još gradiva o temi Ra-Horakhte |